# Чебану, Ион Георгиевич
Ион Георгиевич Чебану (1 января 1984, Кишинёв, Молдавская ССР, СССР) — молдавский политический деятель. Министр молодёжи и спорта Республики Молдавия с 25 сентября 2009 по 6 февраля 2013 года.
Член Центрального постоянного бюро Либеральной партии.

## Биография
С 1991 по 2003 года обучался в лицее «Principesa Natalia Dadiani», с 2003 по 2007 года — на юридическом факультете Молдавского государственного университета. С 1 ноября 2007 по 9 июля 2008 года — обучался на соискание звания магистра Конституционного и административного права в Молдавском государственном университете. Затем служил в прокуратуре кишинёвского района Буюкань.
В последующие годы: юрист муниципального предприятия «Regia Autosalubritate» (с 14 ноября 2007 по 14 ноября 2008 года), юрист муниципального предприятия «Întreprinderea Municipală Direcția Construcții Capitale» (с 1 февраля 2008 по 1 мая 2008 года), с 1 июля 2008 года по настоящее время — председатель совета директоров SA «Edilitatе», с мая 2008 года по настоящее время — советник Муниципального совета Кишинёва, с 5 апреля 2009 года по настоящее время — председатель фракции Либеральной партии в Муниципальном совете Кишинёва.
С 27 февраля по 16 мая 2013 года — генеральный директор Агентства лесного хозяйства «Moldsilva». С 4 сентября 2013 года — руководитель предприятия «Кишинёвская шахта».

## Политическая деятельность
Политическую деятельность начал в молодёжном отделении Либеральной партии. 26 ноября 2007 года на II Конференции Молодёжного отделения избран вице-президентом. На всеобщих местных выборах 3 июня 2007 года баллотировался по списку Либеральной партии, избран советником Муниципального совета Кишинёва.
На парламентских выборах 5 апреля 2009 года занял 34 место в списке Либеральной партии. На досрочных парламентских выборах 29 июля 2009 года занял проходящее в парламент 16 место в списке Либеральной партии.
25 сентября 2009 года избран министром молодёжи и спорта Республики Молдова. На этой должности находился по 26 февраля 2013 года.